# Mary Diana Dods
Mary Diana Dods, född 1790, död 1830, känd under namnen David Lyndsay och Walter Sholto Douglas, var en skotsk akademiker och författare. 
Dods publicerade böcker, noveller och dikter under namnet David Lyndsay. Privat levde hon under en identitet som diplomaten Walter Sholto Douglas och umgicks utklädd till man med bland andra Mary Shelley, officiellt som äkta make till Isabella Robinson Douglas. 